# Młode głowy
Młode głowy. Otwarcie o zdrowiu psychicznym – ogólnopolski projekt edukacyjny zainicjowany w 2022 przez Fundację UNAWEZA założoną przez Martynę Wojciechowską.
Projekt ma na celu zwrócenie uwagi na zdrowie psychiczne młodych osób oraz wzmocnienia wśród nich poczucia własnej wartości i sprawczości. Materiały opracowywane przez ekspertów fundacji są bezpłatnie dostarczane dzieciom i młodzieży oraz ich rodzicom i nauczycielom.

## Historia projektu
Projekt został zainicjowany w odpowiedzi na wzrost problemów związanych ze zdrowiem psychicznym dzieci i młodzieży w Polsce, w tym dramatyczny wzrost liczby prób samobójczych. W realizację projektu zaangażowana jest dziennikarka, podróżniczka i aktywistka społeczna Martyna Wojciechowska oraz psycholożki: Joanna Flis, Justyna Żukowska-Gołębiewska i Joanna Szulc. Celem projektu jest poprawa kondycji psychicznej dzieci i młodzieży poprzez poznawanie ich potrzeb i doświadczeń, normalizowanie korzystania z pomocy psychologicznej i dostarczanie narzędzi do radzenia sobie z kryzysami.
Pierwszym etapem projektu było zbadanie zdrowia psychicznego oraz poczucia własnej wartości i sprawczości wśród młodych ludzi. Wyniki ukazały skalę problemu i kluczowe obszary wymagające interwencji, takie jak poczucie samotności i niemocy czy niska samoocena.

## Programy projektu
- „Godzina dla Młodych Głów” – program oparty na cyklu ośmiu zajęć realizowanych w ciągu roku w szkołach podstawowych i ponadpodstawowych, opracowany przez specjalistów z dziedziny pedagogiki, edukacji, psychologii i higieny cyfrowej[8]. Otrzymał pozytywną recenzję niezależnego zespołu ds. oświaty Ogólnopolskiego Związku Zawodowego Psychologów, a swoje rekomendacje wydało Biuro Rzecznika Praw Dziecka i Kuratoria Oświaty w Warszawie, Łodzi i Gdańsku[8]. Od momentu jego uruchomienia jest systematycznie poddawany ewaluacji[8]. Wyniki oceny po zakończeniu pierwszej edycji programu wskazują, że: 74,5% uczniów wie, jak pomóc innej osobie, gdy czuje smutek lub lęk, z którymi sobie nie radzi; 83,3% nauczycieli udało się wesprzeć niektórych uczniów w ich problemach; 51% rodziców zauważyło, że ich dziecko zainicjowało w domu rozmowę o swoich uczuciach. Do pierwszej (2023/2024) edycji programu zgłosiło się 1,5 tysiąca szkół z całej Polski, a do drugiej (2024/2025) – ponad cztery tysiące placówek[9].

- „Młode głowy w Multikinie” – projekt łączący tematykę zdrowia psychicznego i filmu[10].

- „Młode głowy w Czwórce” – audycja emitowana w Program IV Polskiego Radia[11].

Twórcy projektu stale współpracują także z redakcją dwumiesięcznika „Newsweek Psychologia” oraz współpracowali z marką kosmetyczną Dove i platformą internetową Google Cloud. Projekt był partnerem merytorycznym filmu dokumentalnego Anity Bugajskiej i Janusza Schwertnera Nic nie czuję (2024), który został nagrodzony Grand Video Award w kategorii Publicystyka.

## Kampanie społeczne
- „Powiedz mi jak” – utwór muzyczny Dobrego i Kuby Galińskiego w wykonaniu Piotra Fronczewskiego[16]. Bohaterami spotu zostali m.in. Adam Małysz, Robert Makłowicz, Monika Brodka i Dawid Podsiadło[16].

- Rozmowa ma moc – kampania społeczna z udziałem rapera Bedoesa, skierowana do młodych i podkreślająca wagę rozmowy z bliską dorosłą osobą[17][18].

- #TeżByliśmy – kampania prowadzona wspólnie z akcją „BohaterON – włącz historię”, w której powstańcy warszawscy kierują swoje przesłanie do młodzieży o tym, co w życiu najważniejsze[19].

- #RodziceUważni – kampania społeczna skierowana do rodziców, której ambasadorami byli m.in. Natalia Kukulska, Jakub Błaszczykowski i Sebastian Karpiel-Bułecka[20].

- HELPPP (Popatrz, Posłuchaj, Połącz)[21] – kampania dotycząca pierwszej pomocy dla zdrowia psychicznego, rekomendowanego przez WHO sposobu wspierania osób w kryzysie emocjonalnym[22].

## Nagrody
- 2024: Nagroda Effie w kategorii Non-profit & Public Service[23]
- 2024: Nagroda Korczaka w kategorii Instytucje i organizacje[24]
- 2024: Nagroda Specjalna redakcji portalu money.pl[25]
- 2024: MocArty w kategorii MocNa Rzecz 2023[26]
- 2024: Nagroda WP Wszechmocne w kategorii Dla społeczeństw[27]
- 2024: Nagroda Viva! People Power w kategorii Wizjoner/wizjonerka[28]
- 2024: Grand Video Award w kategorii Debiut roku[29]
- 2024: Nagroda Pudelek Pink Party w kategorii Zaangażowanie społeczne